# Andrei Jerschik
Andrei Jerschik (* 25. Juni 1902 in Wien, Österreich-Ungarn; † 31. Oktober 1997 in Linz) war ein österreichischer Tänzer, Choreograf und Ballettmeister.

## Leben
Der 1902 geborene Andrei Jerschik war in seiner Geburtsstadt Wien ein Eleve der Ellen-Tels-Schule und dort insbesondere von Mila Cirul. Außerdem nahm er Privatunterricht bei der ehemaligen Primaballerina der Wiener Hofoper, Cäcilie Cerri. Diese Zweigleisigkeit setzte er in Berlin fort, wo sich er bei Max Terpis einerseits und bei Eugenia Eduardowa und Catherine Devillier andererseits weiter ausbilden ließ. Ein prägendes Erlebnis während seiner Ausbildungsjahre war 1922 der Besuch des Gastspiels von Anita Berber und Sebastian Droste. Er selbst brachte alle Voraussetzungen mit, um auf sich aufmerksam zu machen: Technik, Auffassungsgabe, Wandlungsfähigkeit und Aussehen. So wurde er von Erik Charell entdeckt und begann seine Karriere in Wien in der Sparte Revue. Schon 1924 tanzte er in der berühmten Ausstattungsrevue Wien, gib acht! mit Vala Moro eine eigene Nummer. Die für diese Gelegenheit kreierte Tanzszene Der Vampir wurde bald zu dem Stück, das man mit dem Namen Andrei Jerschik in Verbindung brachte.
Noch im selben Jahr wechselte er als Mitglied des Bodenwieser-Ensembles in das Fach des Podiumtanzes und gestaltete die Figur des Götzen in Gertrud Bodenwiesers Tanz um das goldene Kalb zur Musik von Felix Petyrek. Des Weiteren tanzte er als Partner von Vala Moro im Wiener Konzerthaus im Brennenden Mädchen nach Tschaikowskis Pathétique. Maria Ley holte ihn 1925 für die Max-Reinhardt-Produktion von Ein Sommernachtstraum an das Wiener Theater in der Josefstadt. Nun auch als Ausdruckstänzer gefeiert, ergänzte er Marion Herrmanns Ensemble als Erster Solotänzer in Königsberg. 1929 gelang ihm mit dem vierminütigen expressionistischen Solotanz Mensch im Wahn (zunächst Haus der Irren genannt) auf Musik von Sergei Rachmaninov (Prelude in g-moll, opus 23), uraufgeführt im Opernhaus Königsberg, ein weiterer eigener Klassiker.
1929 nach Berlin zurückgekehrt und oft im Bühnensaal der Wigman-Schule bei Margarete Wallmann zu erleben, wurde er zu einer hochgeschätzten Solistenpersönlichkeit der Stadt – von der Presse als „eine Art männlicher Valeska Gert“ geadelt. Neben den bereits genannten Tanzepisoden führte er unter anderem den Tanz des Müllers, den Tanz des Petruschka und die Ungarischen Tänze auf. Er zeigte ferner Grotesken und Parodien mit beschreibenden (z. B. Sehr unglücklich) oder eher abstrakten Titeln (z. B. Chopinaden von gestern und morgen). Jerschik wirkte an der Städtischen Oper in Lizzie Maudriks Choreografie von Josephs Legende mit, war Mitglied der „Arbeitsgemeinschaft junger Tänzer“, der auch Lisa Ney und Jo Mihaly angehörten, und lehrte tänzerische Akrobatik an den Schulen von Max Terpis, Berthe Trümpy und Jutta Klamt und trainierte in dieser Eigenschaft Tänzer wie Ruth Abramowitsch und Georg Groke.
1931 begann seine rund sieben Jahre währende Zusammenarbeit mit Margarete Wallmann. Marksteine dieser Zusammenarbeit waren zum Beispiel das Stück Orpheus Dionysos an der Volksbühne, worin Jerschik den Dämon zum Besten gab, inklusive der solistischen Einlage namens Totentanz, und das alljährliche Engagement bei den Salzburger Festspielen mit Wallmanns Bewegungsdrama Das jüngste Gericht (Musik: Georg Friedrich Händel), in der Jerschik die Rolle des Gog ausgestaltete.
Von 1931 bis 1933 war er Solotänzer und zweiter Ballettmeister am Nationaltheater Mannheim. 1934 ging er mit dem Trudi-Schoop-Ballett auf Europatournee. Ab 1935 fungierte er als Ballettmeister, Choreograf und Regisseur (je nach Bedarf Oper, Operette, Musical) in verschiedenen Städten. 1935/36 war er in Innsbruck, dann in Kairo. 1938 übernahm er das Ballett der Wiener Volksoper. Er wurde aus Wien verwiesen, weil er „Antikriegspropaganda“ betrieb. Er trat nun für einige Zeit vor allem in Lazaretten auf, zuletzt in Königsberg. Seine nächsten Stationen waren von 1939 bis 1941 das böhmische Aussig, von 1941 bis 1943 Halle, 1943/44 Karlsbad und von 1946 bis 1949 Graz. Über die im dortigen Opernhaus gegebene Tanzperformance Die sieben Todsünden, für die Jerschik Libretto und Choreografie erarbeitet und Rudolf Weishappel die Musik komponiert hatte, wurde ein „Jugendverbot“ verhängt, was zum Ende des Vertragsverhältnisses beigetragen haben dürfte. Von 1949 bis 1951 war er an der Volksoper Wien, von 1951 bis 1953 in Basel, von 1953 bis 1955 in Karlsruhe, von 1955 bis 1963 in Linz und danach noch in Klagenfurt tätig.
Linz galt als seine Wahlheimat. Dort kreierte er als Ballettmeister und Choreograf für das Landestheater Ballette. Ab Anfang der 1970er Jahre unterrichtete er Ballett und Theatertanz am Tanzstudio Erika Gangl, einer privaten Schule mit Öffentlichkeitsrecht. Er war außerdem Tanzkritiker der Oberösterreichischen Nachrichten und Vortragsredner zu Tanzthemen.
1950 gab er eine letzte Vorstellung von Mensch im Wahn anlässlich des Internationalen Tanzfestivals im Wiener Konzerthaus. Mensch im Wahn wurde 1995 rekonstruiert, überarbeitet und auf den Tänzer und Pädagogen Harmen Tromp übertragen.  Andrei Jerschik starb 1997.
2008 re-inszenierte der Choreograf Georg Blaschke in Kooperation mit dem Festival Berührungen im Wiener Odeon mit Harmen Tromp und Petr Ochvat das Solo Mensch im Wahn unter dem Titel Jetzt bist du dran. Diese Produktion war weiters zu sehen im Posthof Linz (2009), bei Impulstanz Wien (2009), bei der Internationalen Tanzkonferenz Bytom (2010) und im Rahmen des Austrian Dance Evening im Tmu-na-Theater in Tel Aviv (2011).

## Stil
Andrea Amort beschrieb in der Tanz Affiche Jerschiks Stil als „geglückte Symbiose aus Ausdruck und Theatertanz“. Jerschik sei „[v]on Beginn an wegen seiner ungewöhnlichen Ausdrucksfähigkeit (Der Vampir, Totentanz, Tanz des Petruschka) und seiner außergewöhnlichen tänzerischen Begabung („das Jerschik-Battement“) eine singuläre Erscheinung“ gewesen.
In Tanzdrama würdigte Gunhild Oberzaucher-Schüller den Tänzer wie folgt: „Mit der eigenen Vergangenheit als Ausdruckstänzer auch nach dem Zweiten Weltkrieg nie brechend, verstand es Jerschik, in die ausgewogene Spielplanpolitik, die er nun betrieb [...], die künstlerischen Errungenschaften der Zwischenkriegszeit, den persönlichkeitsgebundenen Tanzstil, die Gabe mit einer Gruppe räumlich sinnvoll zu arbeiten sowie die Verflechtung von Musik und Choreographie und die geschmackliche Sicherheit in der Wahl der Ausstattung […] miteinzubeziehen.“